# زنان ونوسی، مردان مریخی
زنان ونوسی، مردان مریخی فیلمی ایرانی در ژانر طنز به کارگردانی کاظم راست‌گفتار و تهیه‌کنندگی محمدرضا مفیدی ساخته سال ۱۳۸۹ است. امین حیایی، بهاره رهنما، شیلا خداداد و امیرحسین رستمی از بازیگران فیلم هستند.
کارگردان این فیلم ادعا کرده که اگر همه این فیلم را ببینند طلاق در جامعه ۳۰ درصد کاهش می‌یابد. همچنین طبق گفتهٔ تهیه‌کننده، فیلم برای افراد بالای ۱۵ سال تهیه شده و توصیه شده که افراد زیر ۱۵ سال آن را همراه با خانواده خود تماشا کنند.

## خلاصه داستان
همسر مهندس جوانی به نام سعید وی را مجبور می‌کند مبلغ هنگفتی قرض کرده و او را برای اسکی و تفریح به فرانسه و کوه‌های آلپ بفرستد. در آلپ هنگام اسکی، زن در یک یخچال طبیعی سقوط کرده و می‌میرد. سعید پس از بیرون آمدن از بهت و حیرت ناشی از مرگ همسرش با دختر دیگری ازدواج می‌کند، اما بلافاصله بعد از ازدواج جسد یخ زده همسر قبلی در کوه آلپ پیدا می‌شود و در اثر اتفاقی زنده شده و به ایران برمی‌گردد.

## بازیگران
| بازیگر           | نقش                             |
| ---------------- | ------------------------------- |
| امین حیایی       | سعید ، همسر سیمین و مرجان       |
| بهاره رهنما      | سیمین ، همسر سعید               |
| شیلا خداداد      | مرجان ، همسر سعید               |
| امیرحسین رستمی   | مهران ، دوست صمیمی و همکار سعید |
| غلامحسین لطفی    | پدر مرجان ، پدرزن سعید          |
| اکرم محمدی       | مادر سیمین                      |
| الیکا عبدالرزاقی | رومینا ، دوست سیمین             |
| الهه حصاری       | خواهر سیمین                     |
| سحر زکریا        | رکسانا ، دوست سیمین             |
| شراره رخام       | ژینوس ، دوست سیمین              |
| رامش صفایی       | ماکسیما                         |
| یوسف صیادی       | سرایدار ساختامان                |
| سپند امیرسلیمانی | راهنمای تور                     |
| مهدی صباغی       | پدر سعید                        |
| احمد ایراندوست   | طلبکار                          |